# Johann Rudolf Sinner (Magistrat)

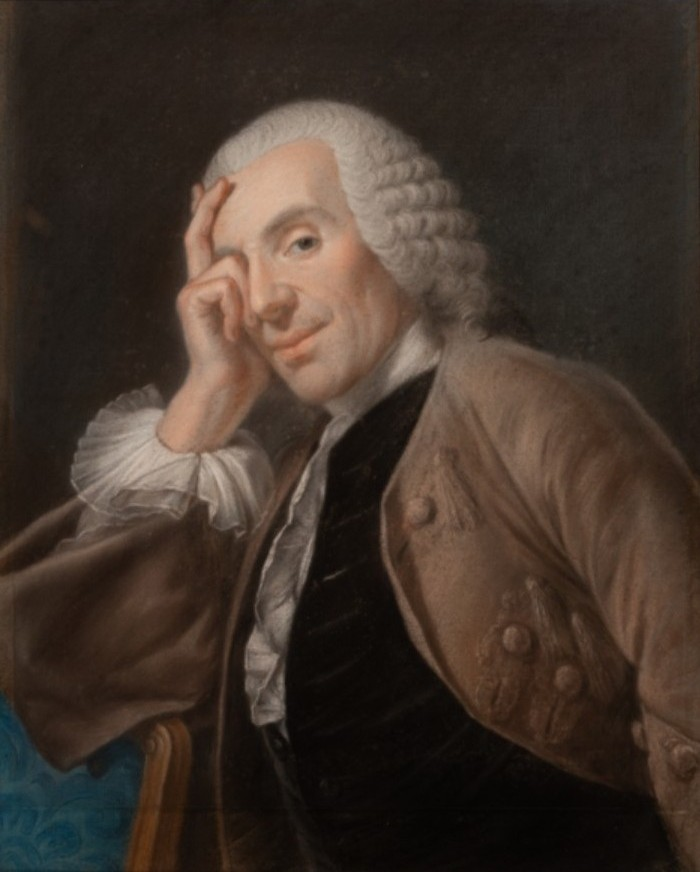
Johann Rudolf Sinner, Porträt von Emanuel Handmann (1757)

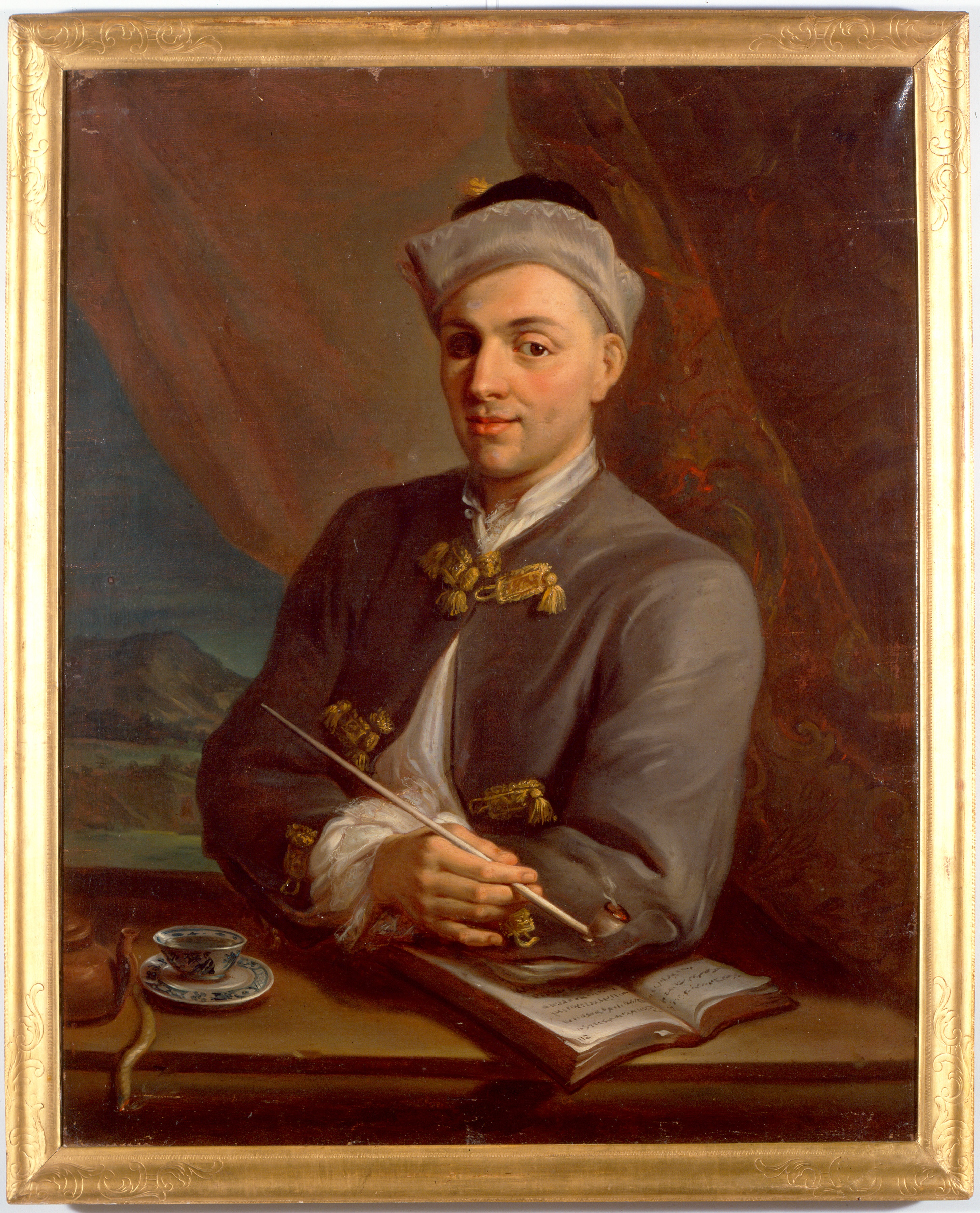
Johann Rudolf von Sinner, anonymes Porträt, Öl auf Leinwand (1735)

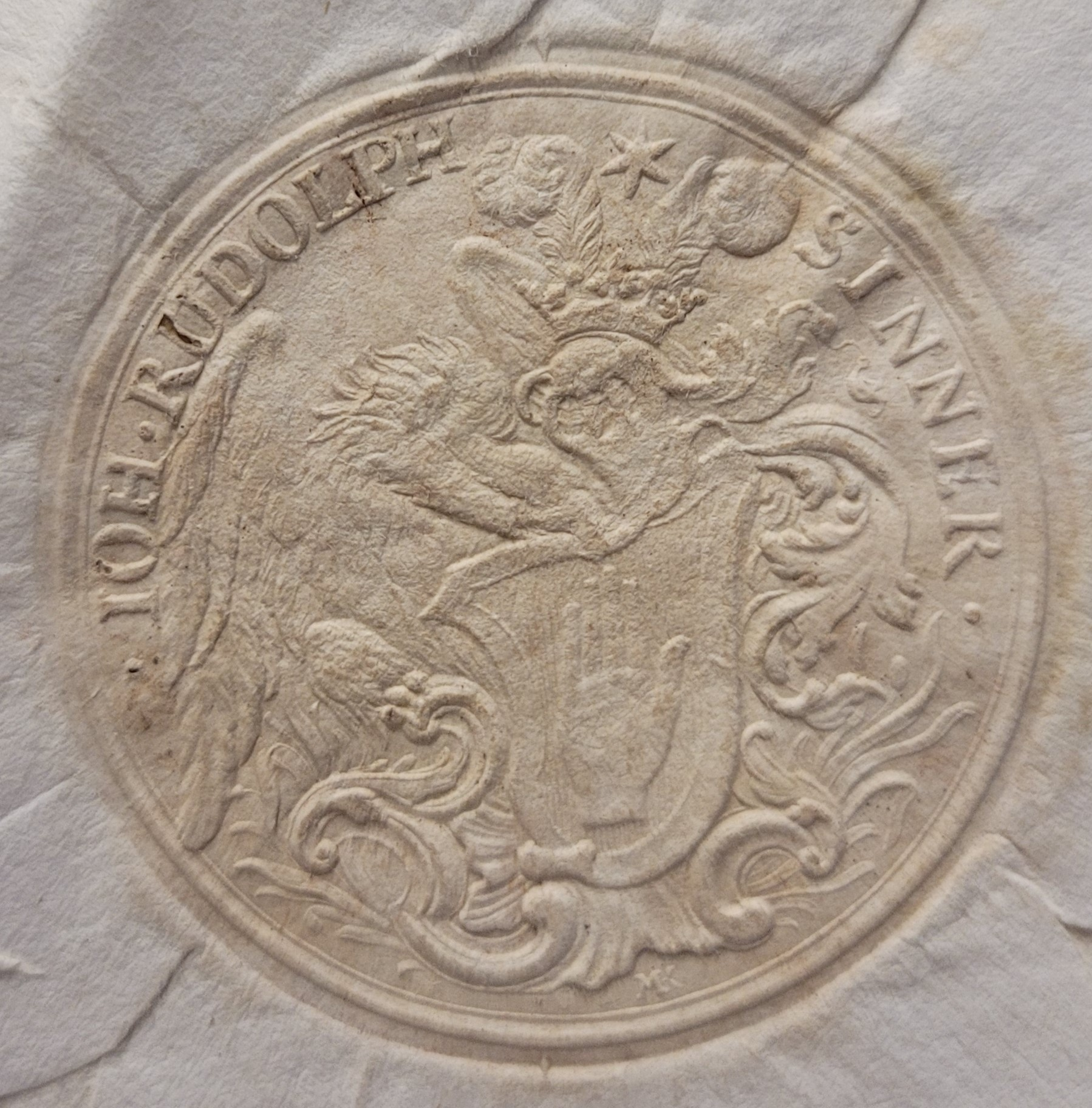
Papiersiegel Johann Rudolf Sinner

Johann Rudolf Sinner (getauft 27. Oktober 1702; † 31. August 1782) war ein Schweizer Magistrat.

## Biografie
Johann Rudolf Sinner, Sohn des Vincenz Sinner, Enkel des Schultheissen Johann Rudolf Sinner, wurde 1728 Gewölberegistrator und gelangte 1732 in den Grossen Rat, war 1741 Ohmgeldner und von 1743 bis 1749 Landvogt nach Saanen. 1758 amtierte er als Mushafenschaffner und 1770 als Kirchmeier. Er heiratete Maria Magdalena Steiger, (* 12. Februar 1714 in Bern; † 28. Mai 1786). Sinner war Angehöriger der Gesellschaft zu Mittellöwen, Mitglied der Deutschen Gesellschaft in Bern und ab 1759 Mitglied der Grossen Sozietät in Bern.
Johann Rudolf Sinner war befreundet mit Carl Friedrich von Staal, den Katharina II. zum Erzieher der unter ihrer und Friedrich August von Holstein-Gottorfs Vormundschaft stehenden Prinzenbrüder Wilhelm August (1759–1774) und Peter Friedrich Ludwig. Staal begleitete die beiden Prinzen auf ihrer Bildungsreise, die unter anderem nach Bern führte, wo Staal und die Prinzen sich einige Zeit aufhielten. Staal bestellte 1774 bei Emanuel Handmann ein Porträt Johann Rudolf Sinners, welches für sein Herrenhaus in Jerwakant bestimmt war.
Bis 1766 besass Sinner das heutige Haus Weihergasse 23 im Marzili in Bern.
1774 gehörte Johann Rudolf Sinner zu den «Ehrengliedern» (Aktionären) der Typographischen Sozietät in Bern, welche eine Verlagsbuchhandlung führte und anfänglich als Tscharners Bücherladen in der ganzen Schweiz Bekanntheit erlangte.
Kinder:
- Rudolf Augustus Sinner (1735–1750)
- Vincenz Sinner (1736–1833)
- Elisabeth Maria Magdalena Sinner (1737–1810)
- Bernhard Sinner (1738–1739)
- Sophia Sinner (1740–1741)
- Gottlieb Sinner (1741–1816)
- Sophia Sinner (1743–1782)
- Johann Jacob Bernhard Sinner (1746–1828)